# توم سيوي
توم سيوي (بالسويدية: Tom Siwe)‏ (2 مارس 1987 بيونشوبينغ في السويد - ) هو لاعب كرة قدم سويدي في مركز الدفاع. لعب مع نادي جونكوبينغ سودرا ‏.

## وصلات خارجية
- توم سيوي على موقع اتحاد السويد (السويدية)
- توم سيوي على موقع قاعدة بيانات كرة القدم.إي يو (الإنجليزية)
- توم سيوي على موقع Soccerway.com (الإنجليزية)